# 公明保安宮
公明保安宮位在臺灣臺中市沙鹿區公明里中清路六段信義巷6之1號，主要是奉祀廣澤尊王，為該沙鹿公明地區之信仰中心，在清朝同治八年（1869年）先民自福建泉州府南安詩山鳳山寺迎請來沙鹿等地區，進行供奉。於民國四十九年（1960年），遂現址興建此公明保安宮，讓村民朝拜之聖地。每年農曆八月二十二日，舉行隆重之祭典。